# نهر العطشان
نهر العطشان هو فرع من فروع نهر الفرات يقع في محافظة المثنى جنوب العراق. يبدأ النهر من مدينة السماوة، مركز المحافظة، ويمتد باتجاه الجنوب حتى يصب في هور الصليبيات الواقعة في قضاء الخضر على الحدود مع محافظة ذي قار.
يمر نهر العطشان عبر مناطق زراعية ورعوية في محافظة المثنى، ويُستخدم كمصدر رئيسي للمياه في الري وسقي المواشي في المناطق المحيطة به. كما يُعتبر جزءًا من النظام البيئي للأهوار الجنوبية، حيث يساهم في تغذية الأراضي الرطبة والحفاظ على التنوع الحيوي فيها.
في السنوات الأخيرة، شهد نهر العطشان انخفاضًا في منسوب مياهه، نتيجة لعوامل عدة منها تغير المناخ، نقص الأمطار، وإدارة الموارد المائية في دول المنبع. أدى ذلك إلى تراجع مساحات المياه في النهر والأهوار المتصلة به، مما أثر على النشاط الزراعي والبيئي في المنطقة.